# アテュムニオス
アテュムニオス（古希: Ἀτύμνιος, Atymnios）は、ギリシア神話の人物である。主に、
- カッシオペイアの子
- アミソーダロスの子
- エーマティオーンの子

が知られている。以下に説明する。

## カッシオペイアの子
このアテュムニオスは、ゼウスとカッシオペイアとの間に生まれた美少年。クレーテー島の王ミーノースとその兄弟サルペードーンは美少年ミーレートスをめぐって争ったとされるが、一説によるとそれはアテュムニオスであったという。

## アミソーダロスの子
このアテュムニオスは、怪物キマイラを育てたとされるアミソーダロスの子で、マリスと兄弟。兄弟はともに槍の使い手であり、トロイア戦争ではリュキアの王サルペードーンにしたがって戦ったが、それぞれ老将ネストールの息子アンティロコスとトラシュメーデースに討たれた。

## エーマティオーンの子
このアテュムニオスは、エーマティオーンとニュムペーのペーガシスの子。トロイア戦争で戦ったが、オデュッセウスに討たれた。